# Луојанг
Луојанг (кин: 洛陽, Luòyáng) град је у покрајини Хенан у западној Кини. Налази се северно од реке Луо (по којој је добио име), у близини реке Хоанг, на око 110 km од покрајинске престонице Џенгџоу. Према процени из 2009. у граду је живело 1.388.418 становника.
Један је од најстаријих градова Кине и једна од четири традиционалне престонице; нека од старих имена града су: Донгду (кин: 東都) - источна престоница, Ћиџинг (кин: 西京) - западна престоница. Био је главни град Кине под следећим династијама: источни Џоу (771. п. н. е. до 256 п. н. е.), источни Хан (25-220), краљевина Веи (220-265), западни Јин (265-316) и северни Веи (494-534). 
Град је познат по бројним културноисторијски споменицима, због којих је од 2000. на листи Светске баштине. Први будистички храм у Кини „Баима ши“ (или „храм белог коња“) овде је 68. године подигао цар Мингди (династија Хан). 
Пећине Лонгмен, на 12 km јужно од Луојанга, садрже 2800 натписа, 43 пагоде и преко 100.000 будистичких цртежа и слика.
Луојанг је данас центар пољопривредне регије са развијеном прехрамбеном и машинском индустријом.
Цвет симбол Луојанга је божур.

## Становништво
Према процени, у граду је 2009. живело 1.388.418 становника.
| 1990.   | 2000.     | 2009.     |
| ------- | --------- | --------- |
| 729.509 | 1.354.719 | 1.388.418 |

## Партнерски градови
- Лесковац
- Окајама
- Тур
- Пловдив
- Тољати
- Sukagawa